# زيد الحسيني
زيد الحسيني (7 يونيو 2000) هو لاعب كرة قدم محترف لعب آخر مرة كجناح لفريق فارنبورو. ولد في إنجلترا، ومثّل العراق على المستوى الدولي للشباب.

## حياة مهنية
ولد الحسيني في تشيلسي ونشأ في شيبردز بوش. وانضم إلى ديربي كاونتي في عام 2018، حيث وقع أول عقد احترافي له مع النادي، بعد أن لعب سابقًا في أكاديمية FFDTV ونادي بيدفونت وفيلثام، و تشالفونت سانت بيتر AFC. انضم إلى غلوستر سيتي على سبيل الإعارة لمدة شهر واحد في نوفمبر 2018، وقبل مغادرة ديربي كاونتي بموافقة متبادلة في 8 مارس 2019. ثم انضم إلى بوترز بار تاون في وقت لاحق من ذلك اليوم. ظهر لأول مرة مع الفريق في اليوم التالي، حيث جاء كبديل في المباراة التي خسر فيها 1-0 على أرضه أمام كارشالتون أثلتيك . انتقل الى هامبتون & ريتشموند بورو في بداية الموسم التالي قبل أن يقضي فترة في ستينز تاون. انضم إلى نادي كراولي تاون في الدوري الثاني بعقد مدته ثلاث سنوات يبدأ في 1 أغسطس 2020. وانضم الحسيني في 4 ديسمبر 2020 إلى نادي ويموث في الدوري الوطني على سبيل الإعارة لمدة شهر. ظهر لأول مرة مع نادي ويموث في 8 ديسمبر 2020 في هزيمة 3-2 على أرضه أمام داغنهام وريدبريدج.
وقع الحسيني مع تشيلمسفورد سيتي على سبيل الإعارة في 5 نوفمبر 2021. انتهى العقد في يناير 2022. في 25 مارس 2022 ، انضم الحسيني إلى مدينة تشبنهام تاون على سبيل الإعارة حتى نهاية الموسم. في نوفمبر 2022 انضم إلى ميدستون يونايتد على سبيل الإعارة، لكنه لم يظهر قبل العودة إلى كرولي. الذي غادره بالتراضي في 27 فبراير 2023. ثم وقع الحسيني لصالح فارنبورو في 14 مارس 2023. 

## دوليًا
ولد الحسيني في إنجلترا، وهو من أصل عراقي، وقد مثل العراق دوليًا في المنتخب العراقي تحت 19 عامًا.